# Heresiarches proximus
Heresiarches proximus là một loài tò vò trong họ Ichneumonidae.